# بوئینگ کی‌سی-۱۳۵ استراتوتانکر

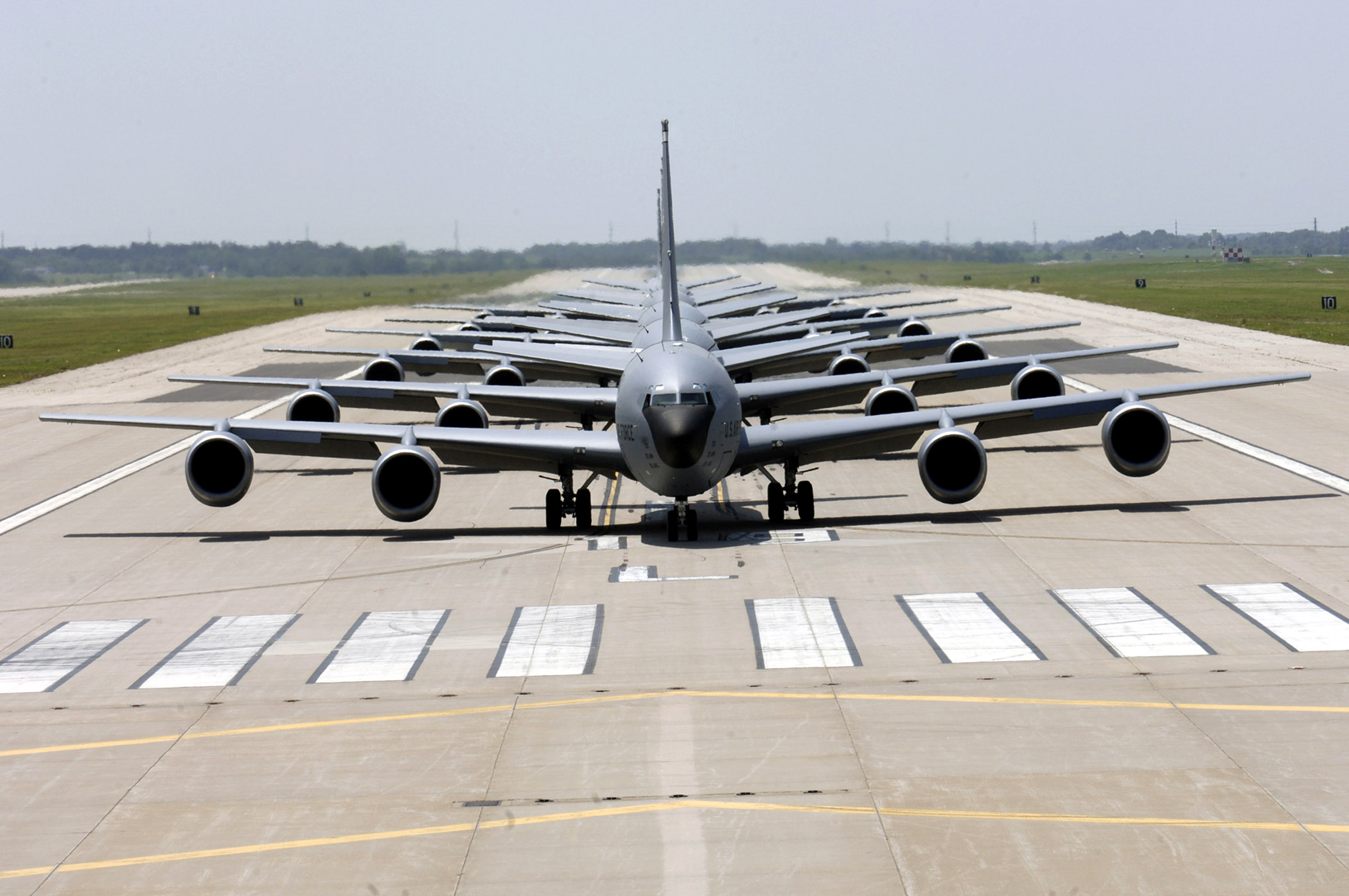
شش فروند کی‌سی-۱۳۵ استراتوتانکر آماده برای برخاستن

بوئینگ کی‌سی-۱۳۵ استراتوتانکر (به انگلیسی: Boeing KC-135 Stratotanker) نوعی هواپیمای سوخت‌رسان نظامی آمریکایی ساخت شرکت بوئینگ است که از سال ۱۹۵۷ به خدمت نیروی هوایی ایالات متحده آمریکا درآمده. این هواپیما، نخستین جت سوخت‌رسان آمریکایی است.

## ویژگی‌ها
نیروی پیشرانهٔ این هواپیما را ۴ عدد موتور توربوفن سی‌اف‌ام۵۶ تأمین می‌کنند. کی‌سی-۱۳۵ به کشورهای فرانسه، سنگاپور، شیلی و ترکیه نیز صادر شده‌است. کی‌سی-۱۳۵ خویشاوند نزدیک هواپیمای مسافربری و ترابری معروف بوئینگ-۷۰۷ است که هر دو آن‌ها بر اساس نمونه اولیه بوئینگ ۸۰-۳۶۷ طراحی شدند.
کی‌سی-۱۳۵ در کنار انگلیش الکتریک کانبرا انگلیسی، بی-۵۲ و سی-۱۳۰ آمریکایی، و توپولف-۹۵ روسی، یکی از پنج هواپیمای نظامی است که به پنجاهمین سال فعالیت مستمر نظامی خود در ایالات متحده آمریکا رسیده و قرار است با بوئینگ کی‌سی-۴۶ پگاسوس جایگزین شود.

## سوانح
دو جفت از این هواپیماها در مثلث برمودا یا اقیانوس اطلس سقوط کردند. در ۲۸ اوت ۱۹۶۳، یک جفت هواپیمای کی‌سی-۱۳۵ استراتوتانکر از سوی نیروی هوایی ایالات متحده آمریکا به پرواز در آمدند. در حالی که هر دو بر فراز اقیانوس اطلس پرواز می‌کردند، به هم برخورد کردند و در اقیانوس سقوط کردند. (واینر، برلتیز، و گادیس) جالب این است که هنگام سقوط در آب ۱۶۰ مایل (۲۶۰ کیلومتر) با هم فاصله داشتند.
{}